# Holcocephala divisa
Holcocephala divisa är en tvåvingeart som först beskrevs av Walker 1860.  Holcocephala divisa ingår i släktet Holcocephala och familjen rovflugor. Inga underarter finns listade i Catalogue of Life.